# Kwame Akoto-Bamfo

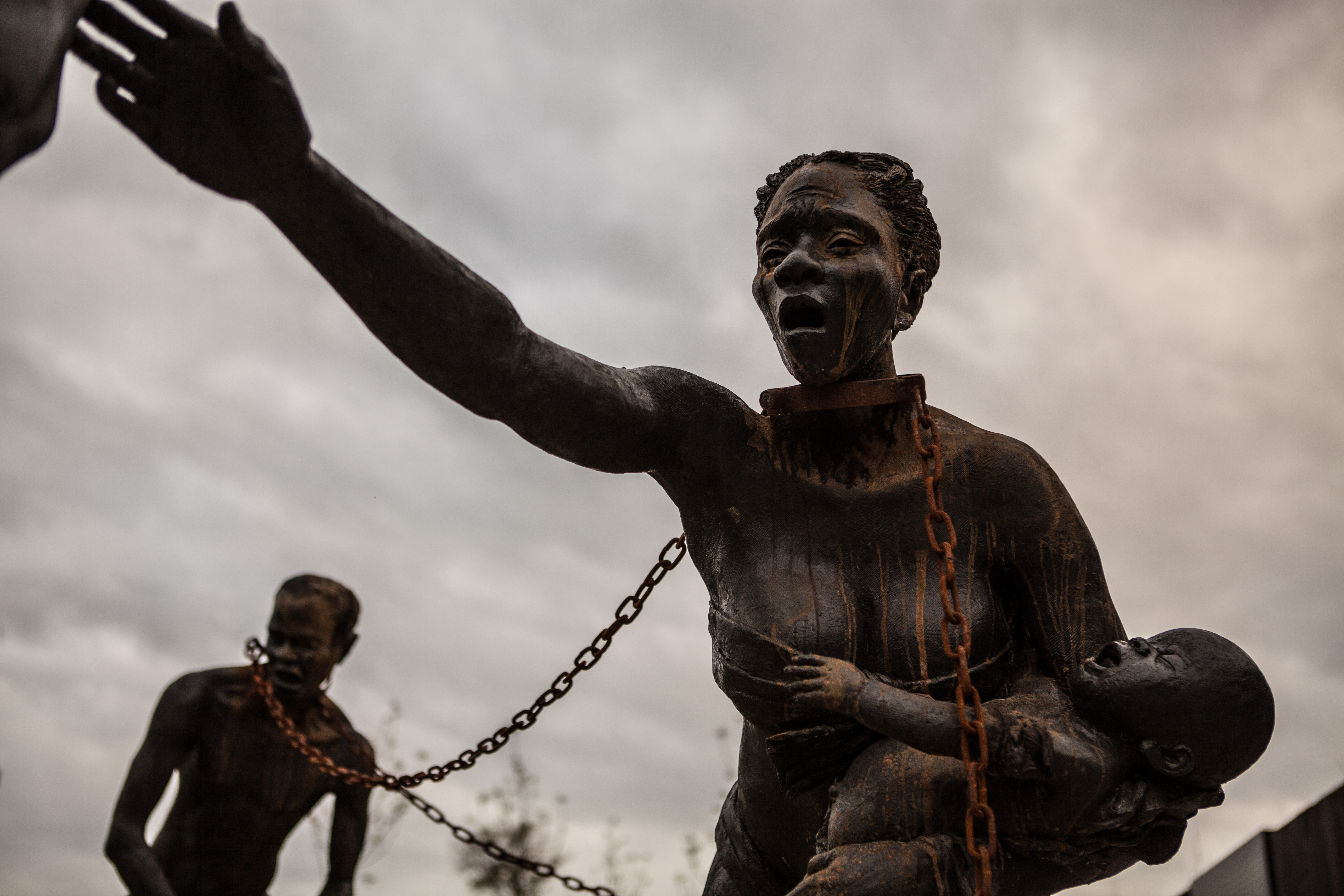
Nkyinkim,per Kwame Akoto-Bamfo al Memorial Nacional per la Pau i la Justícia.

Kwame Akoto-Bamfo és un escultor ghanès. La seva escultura exterior dedicada a la memòria de les víctimes del Comerç atlàntic d'esclaus està exposada al Memorial Nacional per la Pau i la Justícia que obrí les portes l'any 2018 a Montgomery (Alabama). Les seves altres escultures inclouen una instal·lació d'1200 caps de formigó que representen els avantpassats ghanesos esclavitzats a Accra, la capital de Ghana. Anomenada Faux-Reedom, fou revelada l'any 2017.